# Fabianowo
Fabianowo – część Poznania a zarazem jednostka obszarowa Systemu Informacji Miejskiej (SIM), w obrębie osiedla samorządowego Fabianowo-Kotowo, położona w południowo-zachodnim obszarze miasta na południe od Górczyna. 

## Historia
Wieś duchowna Pabianowo, własność kapituły poznańskiej, położona była w 1580 roku w powiecie poznańskim województwa poznańskiego. 
W przeszłości Fabianowo było wsią w gromadzie Żabikowo, do Poznania dołączono ją w 1940 roku. Do dziś dzielnica ma podmiejski charakter, częściowo znajdują się w niej też gospodarstwa rolne. 
W latach 1954–1990 Fabianowo należało do dzielnicy Grunwald.
W 2000 r. utworzono jednostkę pomocniczą miasta Osiedle Fabianowo-Kotowo.

## Komunikacja
Jest obsługiwane przez 7 linii autobusowych: 180 (Górczyn-Sycowska Centrum Handlowe), 610 (Dębiec-Górczyn), 616 (Górczyn-Luboń/Żabikowo), 702 (Górczyn-Komorniki/Os. Zielone Wzgórze), 703 (Górczyn-Konarzewo/Pętla), 704 (Komorniki/Kolumba-Górczyn) oraz 710 (Górczyn-Plewiska/Kościół)